# Kocapınar
Kocapınar (türkisch für riesige Quelle) (früher Yukarıkaraçay) ist ein Dorf im Landkreis Serinhisar der türkischen Provinz Denizli. Kocapınar liegt etwa 49 km südöstlich der Provinzhauptstadt Denizli und 20 km nordöstlich von Serinhisar. Kocapınar hatte laut der letzten Volkszählung 639 Einwohner (Stand Ende Dezember 2010).